# Loona Liupka
Loona Liupka (v izvirniku Luna Lovegood) je Harryjeva čudaška prijateljica, zaljubljena v imaginarne živali, ki se je pripovedi pridružila šele v peti knjigi (Harry Potter in Feniksov red). 
Loona je odraščala v zelo čudaški družini: njen oče, Xenofilius Liupka, urednik revije Razkrito, je vrjel v razne mite in jih raziskoval, njena mama pa je rada eksperimentirala z uroki. Nekega dne se je Loonini mami nek urok ponesrečil in v nesreči je umrla. Tako je od devetega leta dalje Loona odraščala samo z očetom.
Na Bradavičarki je v domu Drznvraan.
Pozneje postane znana čarovniška prirodoslovka in se poroči z vnukom Newta Scamanderja, avtorja knjige Magične živali in njihovi ekosistemi.
Filmsko jo je uprizorila Evanna Lynch.